# Пландерфоника
Пландерфоника (англ. plunderphonics) — это музыкальный жанр, в котором аудиотреки   основаны на примере известных записей. Термин был введен композитором Джоном Освальдом в 1985 году в его эссе «Plunderphonics, или Аудиопиратство как композиторская прерогатива» и в конечном итоге четко определён в примечаниях к альбому Grayfolded. Освальд описал это как референтную и самосознательную практику, которая подвергает сомнению понятия оригинальности и идентичности.
Пландерфоник-музыкой обычно называют  общие темы используемые в творчестве, хотя и бывают исключения. Пландерфоника включает в себя обширную выборку образовательных фильмов 1950-х годов, новостных репортажей, радиопередач или чего-либо ещё с профессиональными дикторами. Освальд редко использовал эти материалы, исключением был его рэп-подобный трек 1975 года «Power».
Процесс семплирования из других источников встречается в различных жанрах (в частности, хип-хопе и особенно тёрнтейблизме), но в работах в стиле пландерфоники семплированный материал часто является единственным используемым звуком. Эти записи обычно не обработаны и иногда их использование приводит к судебному иску из-за нарушения авторских прав. Некоторые композиторы пландерфоники используют свои работы в знак протеста против, по их мнению, чрезмерно ограничительных законов об авторском праве. Многие композиторы пландерфоники утверждают, что использование материалов других художников подпадает под доктрину добросовестного использования.
Сам процесс заключается в том, что креативные музыканты разбирают оригинальный трек и накладывают сверху новый материал и звуки, пока оригинальная часть не будет замаскирована, а затем удалена, хотя они часто используют гаммы и ритмы. Это студийная техника, используемая такими группами, как американская экспериментальная группа The Residents, которая использовала треки The Beatles. Часто новый трек мало похож на оригинал, что делает его производным произведением и таким образом освобождает музыканта от проблем с авторским правом.

## Ранние примеры
Хотя термин «пландерфоника» обычно применяется только к музыке, созданной с тех пор, как Освальд придумал его в 1980-х годах, есть несколько примеров более ранней музыки, созданной в том же духе. Примечательно, что в сингле Дики Гудмана и Билла Бьюкенена 1956 года «The Flying Saucer» Гудман выступает в роли радиожурналиста, освещающего вторжение инопланетян, перемежая его семплами из различных современных записей. Песня The Residents «Beyond The Valley Of A Day In The Life» состоит из отрывков из записей The Beatles. Различные клубные диджеи в 1970-х годах переделывали записи, которые они играли, и, хотя это часто сводилось лишь к расширению записи за счет добавления одного или двух припевов, это тоже можно считать формой пландерфоники.
Некоторые классические композиторы исполняли своего рода пландерфонику на написанной, а не записанной музыке. Возможно, самым известным примером является третья часть симфонии Лучано Берио, которая полностью составлена из цитат других композиторов и писателей. Альфред Шнитке и Маурисио Кагель также широко использовали произведения более ранних композиторов. К более ранним композиторам, которые часто крали музыку других, относятся Чарльз Айвз (который часто цитировал народные песни и гимны в своих произведениях) и Ферруччо Бузони (часть из его фортепианной сюиты 1909 года «Югенд» включает прелюдию и фугу Иоганна Себастьяна Баха, исполняемые одновременно). В течение 90-х Освальд сочинил много подобных партитур для классических музыкантов, которые он классифицировал термином «Rascali Klepitoire».
Во Франции Жан-Жак Бирге работает над «радиофониями» с 1974 года (для своего фильма «Ночь в лесу»), записывая радио и редактируя семплы в режиме реального времени с помощью кнопки паузы на радио кассете. Его группа Un Drame Musical Instantané записала «Crimes parfaits» на пластинке «A travail égal salaire égal» в 1981 году, объяснив весь процесс в самой пьесе и назвав её «социальным саундскейпом». Он применил ту же технику к телевидению в 1986 году в «Qui vive?» и изданному на компакт-диске 1998 года «Machiavel» интерактивное видео с Антуаном Шмиттом, созданное с использованием 111 очень маленьких лупов с его прошлых пластинок.

## Plunderphonics (EP)
Слово Plunderphonics было использовано в качестве названия мини-альбома Джона Освальда. Первоначально Освальд использовал это слово для обозначения произведения, созданного на основе образцов одного художника без использования другого материала. Под влиянием техники вырезания Уильяма С. Берроуза он начал делать plunderphonic записи в 1970-х годах. В 1988 году он распространил копии мини-альбома Plunderphonics среди прессы и радиостанций. Он содержал четыре трека: «Pretender» включал сингл Долли Партон, поющей «The Great Pretender», постепенно замедляясь, но Ленко Боген поставил проигрыватель, чтобы в итоге она звучала как мужчина; «Don’t» — это запись титульной песни Элвиса Пресли, на которую наложены семплы с записи и наложения различными музыкантами, включая Боба Уайзмана, Билла Фризелла и Майкла Сноу; «Spring» — отредактированная версия «The Rite» Игоря Стравинского «Весны», перетасованная и с разными частями, наложенными друг на друга; «Карман» был основан на «Угловой кармане» каунта Бейси, отредактированном так, что различные части повторяются несколько раз.

## Plunderphonic (альбом)
В 1989 году Освальд выпустил значительно расширенную альбомную версию Plunderphonics с двадцатью пятью треками. Как и на EP, в каждом треке использовался материал только одного исполнителя. В нём переработан материал как популярных музыкантов, таких как The Beatles, так и классических произведений, таких как Симфония № 7 Людвига ван Бетховена. Как и EP, он никогда не выставлялся на продажу. Основная идея записи заключалась в том, что тот факт, что все звуки были «украдены», должен быть совершенно очевидным. На упаковке были указаны источники всех использованных образцов, но разрешение на их использование в записи не запрашивалось и не давалось. Все нераспределенные копии plunderphonic были уничтожены после угрозы судебного иска со стороны Канадской ассоциации звукозаписывающей индустрии от имени нескольких их клиентов (в частности, Майкла Джексона, чья песня «Bad» была нарезана на мелкие кусочки и переделана в «Dab»), которые утверждали о нарушении авторских прав. Различные заявления для прессы представителей звукозаписывающей индустрии показали, что особым предметом спора была обложка альбома, на которой был изображен преображенный образ Майкла Джексона, полученный из его плохой обложки.

## Более поздние работы
Впоследствии Фил Леш предложил Освальду использовать материал Grateful Dead для того, что стало альбомом Grayfolded.
Более поздние работы Освальда, такие как Plexure, который длится всего двадцать минут, но, как утверждается, содержит около тысячи очень коротких семплов поп-музыки, сшитых вместе, строго говоря, не являются «plunderphonic» в соответствии с оригинальной концепцией Освальда (он сам использовал термин megaplundermorphonemiclonic для Plexure), но термин «plunderphonic» используется сегодня в более широком смысле для обозначения любой музыки, полностью или почти полностью состоящей из семплов. Plunderphonics 69/96 представляет собой компиляцию работ Освальда, включая треки с оригинального компакт-диска plunderphonic.
Часто предполагается, что пландерфоника — это торговая марка, которую Освальд применяет исключительно к своим записям, но он несколько раз заявлял, что считает этот термин описывающим жанр музыки со многими показателями.

## Работы других артистов
Другим важным ранним поставщиком того, что можно назвать пландерфоникой, была Negativland (см. «Добросовестное использование Negativland: история буквы U и цифры 2»). В то время как Освальд использовал легко узнаваемые и знакомые источники, источники Negativland иногда были более неясными. например, большое место 1983 года 10-8 состоит из записей разговоров людей по радио. Их следующий альбом Escape From Noise, как и большинство их более поздних записей, также широко использует разговорные семплы, часто для того, чтобы подчеркнуть определённые политические моменты. Их самый известный релиз Mini Album U2 включал в себя пространную речь радио-диджея Кейси Касема и обширный семпл песни U2 «I Still Haven’t Found What I’m Looking For», что привело к судебному иску, возбужденному лейблом U2 Island Records.
И Освальд, и Негативленд делали свои записи, разрезая магнитную ленту (или позже используя цифровые технологии), но несколько диджеев также создавали plunderphonic с использованием проигрывателей; на самом деле, «копание» семплов играет большую роль в культуре диджеев. Кристиан Маркли — тернтаблист, который с конца 1970-х годов использует записи других людей в качестве единственного источника для создания своей музыки. Он часто обращается с записями необычным образом, например, он физически разрезал группу записей и склеил их вместе, создавая как визуальный, так и звуковой коллаж. Иногда несколько записей разговорной или лаунж-музыки, купленных в благотворительных магазинах, соединяются вместе, чтобы получился трек Маркли, но его альбом More Encores вырезает треки таких исполнителей, как Мария Каллас и Луи Армстронг, аналогично работе Освальда над Plunderphonics.
Экспериментальный подход Марклая был подхвачен такими музыкантами, как Роберто Муски и Джованни Веноста, Отомо Есихиде, Филип Джек и Мартин Тетро, хотя в работах этих художников используемые записи иногда сильно замаскированы и неузнаваемы.
The Bran Flakes и People Like Us использовали записи из благотворительного магазина для создания своей музыки; канадская поп-группа TAS 1000 сделала то же самое с кассетами автоответчика из благотворительного магазина. Хаус-музыканты конца 80-х, такие как Coldcut, S’Express, MARRS, использовали вырезанные коллажи для создания танцевальных музыкальных композиций. Kid 606 создал довольно много plunderphonic работ (в первую очередь «The Action-Packed Mentalist Bring You the Fucking Jams»), также никогда не запрашивая разрешения, хотя его работы продаются на коммерческой основе. Акуфен использовал более 2000 разграбленных звуковых семплов для создания своего альбома My Way. Уоббли также известен своими plunderphonic работами, в первую очередь «Wild Why», CD-композицией, собранной из его собственных записей популярного хип-хоп радио из района залива Сан-Франциско. В Италии Филиппо Паолини (он же Økapi) выпустил несколько альбомов, в которых также использовались семплы для постклассических музыкальных проектов.
Вики Беннетт из People Like Us распространила идеал plunderphonic на видео, создавая фильмы под свою музыку, используя ресурсы Архива Prelinger, онлайн-части коллекции киноархива Рика Прелингера. Энн Макгуайр использовала аналогичные приемы в своем фильме 1992 года «Штамм Андромеды». С разрешения Макгуайра, фильм "Штамм Андромеды " изменил кадр за кадром, так что все разворачивалось в обратном порядке, хотя каждая сцена шла в обычное время с понятными диалогами.
Альбом Андреа Рокки Heartsounds 1994 года и большая часть его последующих работ широко используют пландерфонике, с диалогами и музыкальными фрагментами, взятыми из таких разнообразных источников, как мультфильмы и порнография.
Другой подход заключается в том, чтобы взять две очень разные записи и воспроизвести их одновременно. Ранним примером этого является альбом the Evolution Control Committee’s Whipped Cream Mixes (1994), в котором вокал из песни Public Enemy «Rebel Without a Pause» был наложен на «Bittersweet Samba» Херба Альперта. Это привело к появлению так называемого «ублюдочного попа» или «месива», когда версия одной песни а капелла микшируется поверх чисто инструментальной версии другой песни. Soulwax и Richard X оба продюсировали записи в этом направлении.
Новые возможности в проектах пландерфоники предоставляются языками программирования потока данных, такими как Pure Data и Max / Msp, что позволяет художнику даже выпускать настоящие алеаторные произведения, которые будут звучать по-разному каждый раз, когда слушатель выполняет алгоритм, примером такого подхода является работа Alea T. — Hot 01-00-09.
Существует также несколько веб-проектов plunderphonics. Проект Droplift создал компакт-диск с компиляцией произведений plunderphonic, который затем был «выброшен» в магазины звукозаписи (это включало в себя размещение копий записи на полках без ведома владельца магазина — своего рода обратное воровство). Dictionaraoke взял аудиоклипы из онлайн-словарей и скомпоновал их так, чтобы они повторяли слова различных популярных песен, в то время как инструментальные версии музыки (часто в MIDI-версиях) играли вместе. Vaporwave, который в основном состоит из семплированной и замедленной поп-музыки 1980-х годов, упоминается как поджанр plunderphonics. Американский музыкант и юморист Нил Сисьерега выпустил несколько мэшап-альбомов в духе plunderphonic, начиная с его альбомов Mouth Sounds и Mouth Silence, оба были выпущены в 2014 году на его собственном веб-сайте и получили одобрение критиков.